# Шатровський Олександр Георгійович
Шатровський Олександр Георгійович (нар. 13 червня 1957, Харків) — український ентомолог, фахівець з водолюбових (Hydrophiloidea) твердокрилих, біолог (1979), кандидат біологічних наук (1985), доцент (2004), економіст-міжнародник (2003), вчитель вищої категорії (1997). Автор численних публікацій[⇨], зокрема — співавтор чотирьох монографій, автор і співавтор 50 наукових статей, одного підручника для шкіл, а також автор одного навчального посібника для вишів — з Грифами Міністерства.

## Життєпис
Народився, жив і працював до початку війни у 2022 році в місті Харкові. Обидві вищі освіти отримав у Харківський національний університет імені В. Н. Каразіна (до 1990-х років — Харківський державний університет імені О. М. Горького): біолога (1979) й економіста-міжнародника (2003). Пройшов аспірантуру (1980—1984) при Зоологічному Інституті АН СРСР в Ленінграді , по закінченні захистив дисертацію на тему "Твердокрилі комахи родини водолюби (Coleoptera, Hydrophilidae) європейської частини СРСР і Кавказу: Систематика, фауна, екологія]". Науковий керівник — О. Л. Крижановський. Автор нових родових і видових назв Hydrophiloidea і Hydraenidae, а також — ряду упоряднень у зоологічній номенклатурі.
Працював у Державному Музеї природи Харківського національного університету імені В. Н. Каразіна (на той час — Харківського державного університету імені О. М. Горького) (1979—1988), і по цей час співпрацює з музеєм як позаштатний дослідник, тримає в музеї колекційний матеріал.
Викладав у Харківській держаній зооветеринарній академії (1988—1993, 2014—2017)., у різних державних і приватних вищих і середніх навчальних закладах (1993—1999), на економічному факультеті Харківського національного університету імені В. Н.Каразіна (1999—2011), на факультеті інженерної екології міст Харківського національного університету міського господарства імені О. Бекетова (1999—2014), на медичному факультеті Харківського національного університету імені В. Н.Каразіна (2018—2022).
В період з серпня по листопад 1989 року — учасник ліквідації наслідків аварії на Чорнобильській АЕС.
З 2022 року співпрацює як волонтер з Національним музеєм природознавства і науки Лісабонського університету.
Дописувач українського розділу Вікіпедії (Alexander Shatrovskiy).

## Родинні зв'язки
Батьки: Георгій Леонідович (1931—1993) — дослідник в галузі електрохімічної кинетики; Галина Миколаївна (1930—1988) — практик математик-програміст.
Дружина (у шлюбі з 1979 р.): Валентина Іванівна — ботанік.
Діти: Ірина (1982) та Олена (1987) — фахівці в галузі фінансового регулювання. Є онуки.

## Найзначніші вчителі
Починаючи зі старших класів, першим учителем, який сформував навички ентомолога, був керівник відділу біології Харківського Палацу Піонерів Б. М. Якушенко, який започаткував також формування чималої кількості майбутніх ентомологів. В університеті професійне становлення було продовжено під впливом школи, яку створив видатний український ентомолог С. І. Медведєв. Опановування азів ентомології тривало під керівництвом В. М. Грамми. На старших курсах професійно контактував з В. Б. Захаренком. Науковим керівником в аспірантурі був О. Л. Крижановський[⇨] .

## Відомі учні
Найбільш відомими та успішними в галузі ентомології учнями О. Г. Шатровського є С. К. Риндевич та О. О. Прокін.

## Участь у професійно спрямованих організаціях
До лав Українського ентомологічного товариства був прийнятий в 1977 році; з 2023 року — Почесний член товариства. З 2012 року обіймає посаду Голови Харківського ентомологічного товариства.
Також з 1982 року є членом Клубу Бальфур-Брауна (Balfour-Browne Club), що об'єднує дослідників водних твердокрилих.
З 2022 року член Віденського ентомологічного товариства (Wiener Coleopterologen Verein, WCV).
Член Всеукраїнської екологічної ліги з 2000 року.
Член Української наукової діаспори з 2023 року.
Член Королівської Ентомологічної Спілки (Велика Британія) з 2024 року.

## Наукові та освітні публікації
Нижче наведений список наукових робіт і двох підручників у зворотному хронологічному порядку. Тези доповідей на конференціях до списку не включені, але їх (як і тексти більшості наведених робіт) можна знайти на персональному сайті.

### Підручник та навчальний посібник
1. Базанова Т. І., Павіченко Ю. І., Шатровський, О. Г. (2008) Біологія: Підручник для 8 кл. загальноосвітніх навчальних закладів Х.: Гімназія. 320 с.
2. Шатровський, О. Г. (2003) Фундаментальні основи маркетингу: Системне природознавство та екологія: Навчальний посібник для студентів економічних спеціальностей вишів. Харків: Каравела. 188 с. (Російською мовою)

### Розділи в монографіях
1. Шатровський, О. Г. (2008) 3.2. Вектор енвайронментальної. // Пріоритети сучасного менеджменту маркетингу: Монографія / І. В. Семеняк, В. А. Євтушенко, А. В. Катаєв [та ін.]. Х.: ХНУ ім. В. Н. Каразіна. C. 168—175.
2. Кирейчук, О. Г., Шатровський, О. Г. (2001) Родини Hydraenidae, Hydrochidae, Helophoridae, Hydrophilidae. Визначник прісноводних безхребетних Росії та суміжних територій. Т. 5. Вищі комахи: Волохокрильці, лускокрилі, твердокрилі, сітчастокрилі, великокрилі, перетинчастокрилі. СПб: Наука. С. 270—326; 660—725. (Російською мовою)
3. Шатровський, О. Г. (1989) Родина Hydrophilidae. Визначник комах Далекого Сходу СРСР. Т. ІІІ. Твердокрилі, або жуки. Ч. 1. Л.: Наука. С. 264—293. (Російською мовою)
4. Шатровський, О. Г. (1989) Родина Hydraenidae. Визначник комах Далекого Сходу СРСР. Т. ІІІ. Твердокрилі, або жуки Ч. 1. Л.: Наука. 1989. С. 260—264. (Російською мовою)

### Наукові статті
1. Шатровський, О. Г., Ангус, Р. Б. (2023) Helophorus bivari sp. n. з Азорських островів (Coleoptera: Helophoridae). Koleopterologische Rundschau, Т. 93. С. 205-209. (Англійською мовою)
2. Калюжна, М. О., Федоренко, В. П., Кавурка, В. В., Корнєєв, В. О., Колодочка, Л. О., Полчанінова, Н. Ю., Шатровський, О. Г., Мєшкова, В. Л. (2023) X з'їзд Громадської організації “Українське ентомологічне товариство” (загальний огляд роботи з'їзду, звіт ревізійної комісії, Рада ГО “УЕТ”, резолюція). Український ентомологічний журнал, Т. 21. С. 108-121.
3. Калюжна, М. О., Федоренко, В. П., Кавурка, В. В., Корнєєв, В. О., Колодочка, Л. О., Полчанінова, Н. Ю., Шатровський, О. Г., Мєшкова, В. Л. (2023) Результати роботи Х З’їзду ГО «Українське ентомологічне товариство». Карантин і захист рослин, Т. 4(275). С. 22-25.
4. Кравченко, О. М., Шатровський, О. Г. (2023) Твердокрилі, або жуки (Insecta, Coleoptera) Шацького національного природного парку. Частина II. Підряд Polyphaga. Серія Staphyliniformia; надродина Hydrophyloidea: родини Helophoridae, Georissidae, Hydrochidae, Spercheidae, Hydrophilidae, надродина Histeroidea: родина Histeridae // Українська ентомофауністика. — 2023. — Т. 14, вип. 1. — С. 23-34.
5. Шатровский, А. Г., Ангус, Р. Б., Йех, М. А.. (2023) Нотатки щодо групи Helophorus guttulus (Coleoptera: Helophoridae). Koleopterologische Rundschau, Т. 92. С. 139−151. (Англійською мовою)
6. Маркіна, Т. Ю., Мєшкова, В. Л., Шатровський, О. Г., Вовк, Д. В. (2021) Пам'яті Олександра Васильовича Пучкова (05.09.1954–30.04.2021). Вісті Харківського ентомологічного товариства. Т. XXIX, вип. 2. С. 50–56. DOI: 10.36016/KhESG-2021-29-2-5.
7. Шатровський, О. Г. (2021) Нові дані про рідкісні далекосхідні види водолюбів роду Cercyon Leach, 1817 (Coleoptera: Hydrophilidae). Вісті Харків. ентомол. т‑ва. Т. XXIX, вип. 2. С. 5−9. DOI: 10.36016/KhESG-2021-29-2-1. (Російською мовою)
8. Шатровський, О. Г. (2020) Нові дані про маловідомий вид водолюбових твердокрилих Helophorus pitcheri Angus, 1970 (Coleoptera: Hydrophiloidea: Helophoridae). Вісті Харків. ентомол. т‑ва. Т. XXVIII, вип. 1. С. 12–16. DOI: 10.36016/KhESG-2020-28-1-2. (Англійською мовою)
9. Маркіна, Т. Ю., Шатровський, О. Г., Вовк, Д. В. (2019) Пам'яті Александра Зиновійовича Злотіна (28.08.1937–29.06.2016). Вісті Харків. ентомол. т‑ва. Т. XXVII, вип. 1. С. 34–52. (Російською мовою)
10. Шатровський, О. Г. (2018) Перша згадка Helophorus villosus Düftschmid, 1805 (Coleoptera: Hydrophyloidea: Helophoridae) в Україні. Вісті Харків. ентомол. т–ва. Т. XXVI, вип. 2. С. 5–7. (Англійською мовою)
11. Шатровський, О. Г. (2017) Нові дані про поширення палеарктичних видів жуків-водолюбів з номінативного підроду роду Berosus Leach, 1817 (Coleoptera: Hydrophilidae) Вісті. Харк. ентомол. т-ва. Т. XXV, вип. 2. С. 8–13. (Російською мовою)
12. Шатровський, О. Г. (2017) Новий вид роду Cycreon d'Orchymont, 1919 із Сінгапуру (Coleoptera: Hydrophilidae: Megasternini). Zootaxa. Т. 4317 (3). С. 588—592. (Англійською мовою)
13. Шатровський, О. Г., Гебеш С. М. (2017) Популяційні аспекти інтродукції вселенців-гідробіонтів. Проблеми зооінженерії та ветеринарної медицини. Вип. 33, ч. 1. С. 210—216.
14. Шатровський, О. Г. (2016) Зональність в номенклатурі ареалів жуків родини водолюбів (Coleoptera: Hydrophilidae). Український ентомологічний журнал. № 1-2 (11). С. 85–90.
15. Шатровський, О. Г. (2016) Практичне застосування еко-етологічної класифікації риб. Проблеми зооінженерії та ветеринарної медицини. Вип. 32,. ч. 1. С. 250—257.
16. Шатровський, О. Г., Кравченко, О М. (2016) До вивчення твердокрилих комах родин Helophoridae, Hydrochidae, Spercheidae, Hydrophilidae, Hydraenidae, Elmidae, Dryopidae та Heteroceridae (Coleoptera) Шацького національного природного парку. Вісті. Харк. ентомол. т-ва. Т. XXIV, вип. 1. С. 45–61.
17. Шатровський, О. Г. (2016) Еволюційна морфологія як методологічна основа біологічної освіти в галузі тваринництва. Методичне удосконалення навчального процесу: Науково-методичний вісник. Вип. 4. Харк. держ. зоовет. академія. Х.: ХДЗВА. С. 92–97.
18. Шатровський, О. Г. (2015) Структурна ієрархія природних систем в методології ентомологічних досліджень. Вісті Харк. ентомол. т ва. Т. XXIII, вип. 2. С. 5–13. (Російською мовою)
19. Шатровський, О. Г. (2015) Micragasma Sahlberg, 1900 (Coleoptera: Hydraenidae) новий для України рід галофільних водобродок. Вісті Харк. ентомол. т ва. Т. XXIII, вип. 1. С. 13–15. (Російською мовою)
20. Шатровський, О. Г. (2014) Нові дані про маловідомий кримський ендемічний вид Hydraena jailensis Breit, 1917 (Coleoptera, Hydraenidae). Вісті Харк. ентомол. т ва. Т. 22, вип. 1–2. С. 60–61. (Англійською мовою)
21. Шатровський, О. Г. (2009) Формування компетентності в системі наскрізного викладання. Вісник ХНУ ім. В. Н. Каразіна, Економічна серія. № 851. С. 130—135. (Російською мовою)
22. Шатровський, А. Г. (2009) Соціально-економічний механізм формування ментальності, або ключ до розгадки «слов'янської душі». Соціальна економіка № 2. С. 160—166. (Російською мовою)
23. Семеняк І. В., Шатровський, А. Г. (2007) Досвід проведення інтернет-конференції на економічному факультеті. Вісн. ХНУ ім. В. Н. Каразіна, Економічна серія. № 755. С. 120—124.
24. Шатровский, О. Г. (2004) Теоретичне обґрунтування формування програм дослідження споживчих мотивацій. Вісн. Харк. нац. ун-ту імені В. Н. Каразіна. № 630. С. 101—106. (Російською мовою)
25. Шатровский, О. Г. Копотієнко, Т. И., Яковенко, Т. В., Чен Вей (2003) Результати маркетингових досліджень поведінки споживача. Вісн. Харк. нац. ун-ту імені В. Н. Каразіна. № 608. С. 129—137. (Російською мовою)
26. Шатровський, О. Г. (2002) Структурна ієрархія у філогенезі: системний аспект вивчення. Вісн. Харків. нац. аграрного ун-ту: Серія Біологія. № 9 (1). С. 124—135. (Російською мовою)
27. Шатровский, О. Г. (2002) Ступінчаста модель етногенезу в прогнозуванні поведінки споживача. Вісн. Харк. нац. ун-ту імені В. Н. Каразіна. № 564. С. 362—367. (Російською мовою)
28. Шатровский, О. Г. (2002) Етноспецифічність в ієрархії споживчих мотивацій. Вісн. Харк. нац. ун-ту імені В. Н. Каразіна. № 575. С. 60-64. (Російською мовою)
29. Шатровський, О. Г., Спірін, О. І. (2002) Природна ієрархія урбаністичних систем. Комунальне господарство міст: Наук.-техніч. зб. Вип. 36. С. 173—177. (Російською мовою)
30. Шатровський, О. Г. (2001) Системне природознавство – нова навчальна дисципліна у фундаментальній підготовці маркетологів. Соціальна економіка № 1. С. 94-99. (Російською мовою)
31. Семеняк, І. В., Шатровский, О. Г. (2001) Формула успіху: «Маркетинг і етнологія». Вісн. Харк. нац. ун-ту ім. В. Н. Каразіна. № 520. С. 286—290. (Російською мовою)
32. Семеняк, І. В., Шатровский, О. Г. (2001) Ключі до формування програм етнологічних досліджень у маркетингу. Вісн. Харк. нац. ун-ту ім. В. Н. Каразіна. № 530. (Російською мовою)
33. Шатровский, О. Г. (2001) Етнос та етнічність у світлі природно-соціальної ієрархії Філософські перипетії. № 531. С. 152—154. (Російською мовою)
34. Семеняк, І. В., Шатровский, О. Г. (2000) Методологічний принцип системності у сучасній теорії маркетингу. Вісн. Харк. нац. ун-ту імені В. Н. Каразіна. № 482. С. 159—160. (Російською мовою)
35. Шатровський, О. Г. (1999) Пропозиції щодо оптимізації гідробіологічного екіпірування. Вісті. Харків. ентомол. т-ва. Т. 7, вип. 2. С. 168—169. (Російською мовою)
36. Шатровський, О. Г. (1999) Нові види азійських водолюбів роду Cercyon Leach (Coleoptera, Hydrophilidae), зібрані в експедиціях великих російських мандрівників. Вісті Харків. ентомол. т-ва. Т. 7, вип. 1. С. 5-8. (Російською мовою)
37. Шатровский, О. Г. (1999) Проблеми адаптації професійної освіти в умовах транзиції. Вестн. Харьк. ун-та. № 446. С. 53–55. (Російською мовою)
38. Шатровский, О. Г. (1999) Етнофактори макросередовища маркетингу: педагогічний аспект підготовки професіоналів. Вестн. Харьк. ун-та. № 457. С. 88–90. (Російською мовою)
39. Бартенєв, О. Ф., Шатровський, О. Г., Вовк, Д. В. (1997) Огляд родин жуків (Coleoptera) України. Частина 2. Polyphaga (Staphyliniformia: Hydrophiloidea; Scarabaeiformia: Scarabaeoidea). Вісті. Харків. ентомол. т-ва. Т. 5, вип. 1. С. 5-21. (Російською мовою)
40. Шатровський, О. Г. (1993) Різні типи диз'юнкцій в ареалах водолюбів (Coleoptera, Hydrophilidae) Східної Палеарктики. Вісті. Харк. ентомол. т-ва. Т. 1, вип. 2. С. 92–95. (Російською мовою)
41. Шатровський, О. Г. (1993) Нові для фауни країн СНД види водолюбів (Coleoptera, Hydrophilidae). Вісті. Харк. ентомол. т-ва. Т. 1, вип. 1. С. 38–43. (Російською мовою)
42. Шатровський, О. Г. (1993) Про нових і маловідомих водолюбів роду Hydrochus Leach (Coleoptera, Hydrophilidae). Энтомол. обозрение. Т. 72, вип. 4. С. 827—829. (Російською мовою)
43. Шатровський, О. Г. (1992) Нові та маловідомі водолюби (Coleoptera, Hydrophilidae) з Південного Примор'я та суміжних територій. Энтомол. обозрение. Т. 71, вип. 2. С. 359—372. (Російською мовою)
44. Шатровський, О. (1989) Кавказькі водолюби роду Megasternum Mulsant 1844 (Insecta: Coleoptera: Hydrophilidae). Senckenbergiana biolologica. Bd. 70, Hf. (1/3). S. 83–87. (Німецькою мовою)
45. Шатровський, О. Г. (1988) До вивчення водолюбів (Coleoptera, Hydrophilidae) європейської частини СРСР та Кавказу. Вісн. Харк. ун-ту. № 313. С. 75–77. (Російською мовою)
46. Шатровський, О. Г. (1986) Водолюби роду Hydrochara (Coleoptera, Hydrophilidae) фауни СРСР. Вісн. зоол. № 4. С. 29–34. (Російською мовою)
47. Шатровський, О. Г. (1986) Особливості поширення водолюбів (Coleoptera, Hydrophilidae) європейської частини СРСР та Кавказу. Тр. Всесоюз. энтомол. о-ва. Т. 68. С. 28–31. (Російською мовою)
48. Шатровський, О. Г. (1985) Твердокрилі родини водолюби (Coleoptera, Hydrophilidae) європейської частини СРСР та Кавказу. Систематика, фауна, екологія. Автореф. дис…. канд. біол. наук. Харків, 24 с. (Російською мовою)
49. Шатровський, О. Г. (1984) До визначення водолюбів (Coleoptera, Hydrophilidae) фауни СРСР. Вісн. Харк. ун-ту. № 262. С. 86–88. (Російською мовою)
50. Шатровський, О. Г. (1984) Огляд водолюбів роду Laccobius Er. (Coleoptera, Hydrophilidae) фауни СРСР. Энтомол. обозрение. Т. 63, вип. 2. С. 301—325. (Російською мовою)
51. Шатровський, О. Г. (1982) До вивчення водних жуків родин Haliplidae, Dytiscidae, Gyrinidae та Hydrophilidae лісостепової та степової зон Лівобережної України. Вісн. Харк. ун-ту. № 226. С. 67–69. (Російською мовою)
52. Солодовникова, В. С., Грамма, В. М., Прудкіна, Н. С., Максимова, Ю. П., Наглова, Г. І., Шатровський, О. Г. (1981) Щодо зв'язності деяких компонентів біогеоценозів на прикладі вивчення ентомофауни південно-східної України. Тр. Всесоюз. энтомол. о-ва. Т. 63. С. 22–24. (Російською мовою)
53. Солодовникова, В. С., Грамма, В. М., Прудкіна, Н. С., Шатровський, О. Г. (1980) Щодо питання формування зв'язків між біогеоценозами та впливу на них деяких антропогенних чинників. Біогеоценотичні аспекти лісової рекультивації порушених земель Західного Донбасу. Дніпропетровськ: Вид-во Дніпропетр. держ. ун-ту. С. 159—164. (Російською мовою)